# Attacus lemairei
Attacus lemairei es una polilla perteneciente a la familia Saturniidae, descrita por primera vez por el entomólogo estadounidense Richard S. Peigler en 1985, distribuida con endemismo en la Provincia de Palawan, Filipinas.
La isla de Palawan ha estado aislada durante tanto tiempo que el género tuvo tiempo suficiente para desarrollar especies endémicas, y está tan distante de las otras islas que desde entonces ha habido un flujo genético mínimo con las otras especies de las islas vecinas.

## Descripción
Es una de las especies menos conocidas del género, en comparación con A. caesar, A. lorquini y A. atlas, aunque tiene gran parecido con ellas pero de menor tamaño. Tiene una envergadura de entre dieciocho y veinte centímetros. En comparación con otras especies Attacus, son extremadamente difíciles de aparear en cautiverio por lo que no son explotadas comercialmente al nivel de otras especies del género. 

### Orugas
Las orugas son grandes, de color verdoso y están adornadas con espinas carnosas a lo largo del lomo. Cuando están listas a punto de pupar, tejen un capullo de papel entretejido con hojas secas y lo sujetan a una ramita con una hebra de seda. Las polillas adultas emergen del capullo en forma de polilla.

## Ciclo de vida
Las polillas hembras recién nacidas no se alejan mucho del lugar donde dejaron su capullo durante varios días. Liberan potentes feromonas a través de una glándula en el extremo del abdomen para atraer a su pareja. Buscan un lugar donde las corrientes de aire distribuyan mejor sus feromonas, que los machos activos pueden percibir a distancia mediante quimiorreceptores ubicados en sus plumosas antenas.
Las polillas adultas son voladoras débiles e inestables. Para conservar energía, descansan durante el día y vuelan de noche. Al carecer de piezas bucales completamente formadas, las polillas adultas no pueden alimentarse, subsistiendo únicamente de las reservas de grasa acumuladas durante la etapa larvaria. Como resultado, viven solo unos días, durante los cuales su único objetivo es buscar pareja.